# Regulamentação de veículos aéreos não tripulados
O uso de veículos aéreos não tripulados (VANTs) ou Drones, geralmente é regulamentado pela autoridade de aviação civil do país. No entanto, a Organização da Aviação Civil Internacional (ICAO) começou a explorar o uso da tecnologia de drones já em 2005, o que resultou em um relatório de 2011. A França foi um dos primeiros países a definir uma estrutura nacional com base neste relatório e órgãos de aviação maiores, como a FAA e a EASA, rapidamente seguiram o exemplo, o que acabou levando a regulamentações influentes, como a Parte 107 e o Regulamento (UE) 2019/947 . A partir de janeiro de 2022, vários países estão trabalhando em novos regulamentos, desde operações BVLOS (além da linha de visão visual) até atividades UTM (gerenciamento de tráfego não tripulado), que incluem EUA, UE, Índia, Coréia do Sul, Japão e Austrália entre outros.

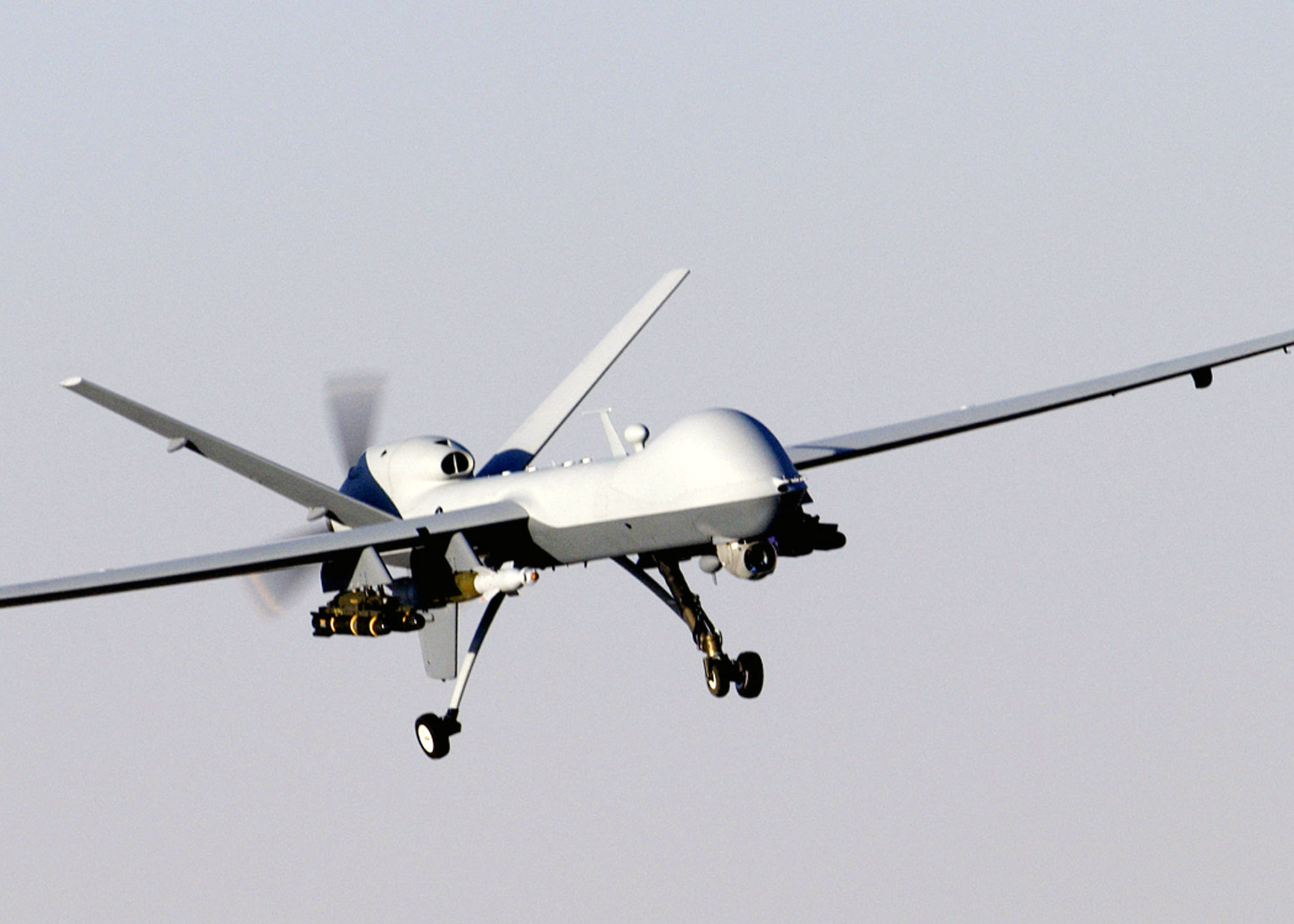
MQ-9 Reaper em voo (2007)

## Aspectos de certificação
Uma das principais barreiras para o rápido crescimento em grande escala de aeronaves comerciais não tripuladas é a preocupação com a segurança. À medida que inúmeras agências de certificação lutam para acompanhar as demandas exclusivas dessa indústria em rápido crescimento, uma coisa é clara – quando aplicável, os padrões de certificação pertinentes para aeronaves tripuladas estão começando a ser aplicados. Para a eletrônica complexa que fornece comunicação e controle desses sistemas, isso significa um movimento rápido em direção à conformidade com DO-178C e DO-254 para desenvolvimento de software e hardware.
Na maioria dos casos, a aeronave não tripulada (UA) só pode ser operada como parte de um sistema, daí o termo “sistema de aeronave não tripulada” (UAS). O UAS é composto por um UA, uma estação piloto remota e os enlaces de comando, controle e comunicações que os unem; como tal, as considerações de segurança abordam todos esses elementos.
Em 2011, a Organização de Aviação Civil Internacional (ICAO) das Nações Unidas publicou a Circular 328, que afirma que um UAS deve demonstrar níveis de segurança equivalentes aos de aeronaves tripuladas e, assim, atender às regras governamentais relevantes para voo e equipamentos de voo. A ICAO distingue ainda entre aeronaves autônomas e aeronaves remotamente pilotadas (RPA), e antecipa que apenas a RPA "será capaz de se integrar no sistema internacional de aviação civil num futuro próximo".
O ano de 2021 foi um ano bastante influente para a regulamentação de drones para a indústria de drones, dadas as regulamentações que finalmente entrariam em vigor. A partir de 31 de dezembro de 2020, novos regulamentos entraram em vigor na União Europeia, segundo o qual o primeiro passo para um operador de drone/piloto remoto seria se registrar no país em que mora ou tem seu principal local de negócios. A EASA também emitiu diretrizes para o gerenciamento de incidentes de drones em aeroportos e as regras para gerenciamento de tráfego aéreo também entrariam em vigor a partir de 1º de julho de 2021. Enquanto isso, a FAA anunciou novas regras para identificação remota e operações sobre pessoas.

## Por país
A União Europeia vê benefícios e desafios para os drones civis e, em 2014, propôs um conjunto de regulamentos para controlar os efeitos dos drones na segurança, proteção e privacidade das pessoas.
O Grupo Consultivo de Sistemas de Aeronaves Não Tripuladas (UAS) foi criado em 2015 pelo braço de aviação civil das Nações Unidas para elaborar regras e regulamentos globais para o uso seguro de aeronaves não tripuladas. A equipe é composta por países como Estados Unidos, França e China, além de entidades do setor, como a associação global de pilotos.
Em dezembro de 2017, a Associação Internacional de Transporte Aéreo (IATA), um órgão global de comércio aéreo, pressionou os governos a garantir a aplicação de regulamentos para conter o voo imprudente e perigoso de drones recreativos.

### Brasil
Em 2017, a Agência Nacional de Aviação Civil regulamentou a operação de drones por meio do Regulamento Especial de Aviação Civil Brasileiro nº 94/2017 (RBAC-E nº 94/2017). A regulamentação da ANAC complementa as regras de operação de drones estabelecidas pelo Departamento de Controle do Espaço Aéreo (DECEA) e pela Agência Nacional de Telecomunicações (ANATEL).

### Hong Kong, China
Embora as zonas de exclusão aérea tenham sido declaradas em Victoria Harbour, parques rurais, aeroporto, locais militares, prisões e em instalações de lazer administradas pelo governo, foi relatado que as regras raramente eram aplicadas ou observadas. O governo de Hong Kong está propondo a introdução de regulamentos que seguirão amplamente os padrões americanos, o que pode exigir que todos os drones acima de um certo peso sejam registrados. As informações seriam então disponibilizadas às autoridades policiais, e a falha em registrar e marcar um drone poderia ser punida com uma multa de US$ 250.000 (HK$ 1,95 milhão) ou até três anos de prisão. Uma breve consulta pública sobre o assunto deve ser realizada até o primeiro trimestre de 2018 e terminar em meados de 2018.

### Japão
Em 11 de setembro de 2015, foi emitida uma emenda à Lei Aeronáutica para introduzir regras de segurança para aeronaves não tripuladas (UA)/drones. Os novos regulamentos entraram em vigor em 10 de dezembro de 2015. De acordo com o Departamento de Aviação Civil do Japão, o termo “UA/drone” refere-se a qualquer avião, aeronave de asa rotativa, planador ou dirigível que não possa acomodar qualquer pessoa a bordo e possa ser pilotado remotamente ou automaticamente (excluindo aqueles com peso inferior a 200 gramas, inclusive do peso da bateria.) 
Qualquer pessoa que pretenda operar um UA/drones no seguinte espaço aéreo é obrigada a obter uma autorização especial do Ministro da Terra, Infraestruturas, Transportes e Turismo.
- (A) Todo o espaço aéreo acima ou ao redor de aeroportos, heliportos e aeródromos. (espaço aéreo acima do OLS, superfícies de limitação de obstáculos. )
- (B) Todo o espaço aéreo 150 metros acima do solo/superfície da água.
- (C) Todo o espaço aéreo acima dos Distritos Densamente Habitados (DID), que são definidos e publicados pelo Ministério da Administração Interna e Comunicações. (ou seja, área urbana e subúrbio, portanto, apenas área rural é permitida)

Quando nenhuma permissão é exigida do ministro, ou obtida permissão por procedimentos extremamente problemáticos, qualquer pessoa deve operar UA/drones durante o dia e dentro da Linha de Visão Visual (VLOS). Telecontrole de vídeo ou voo automatizado é proibido. Uma distância operacional de 30 metros deve ser mantida entre os UA/drones e pessoas ou propriedades no solo/superfície da água. UA/drones não devem ser operados em locais de eventos onde muitas pessoas se reúnem. UA/drones não devem transportar materiais perigosos, como combustíveis ou explosivos (exceto um para fonte de energia). Objetos não devem ser deixados de UA/drones além de tocar o chão. Essas restrições podem ser concedidas por permissão especial do ministro.
Além disso, por razões de segurança, ninguém pode levitar qualquer objeto voador, incluindo UA/drones, balões, planadores, flyboards e jet packs a cerca de 300 metros do Prédio da Dieta Nacional, os residentes oficiais dos oradores da Câmara dos Deputados e da Câmara dos Conselheiros, a Residência Oficial do Primeiro Ministro, os Kasumigasekis, a Suprema Corte, o Palácio Imperial de Tóquio (incluindo as Residências Imperiais de Akasaka), os principais escritórios dos partidos políticos, os escritórios das missões diplomáticas, usinas nucleares e outras instalações nucleares, bem como edifícios usados para fórum político intergovernamental, como o Grupo dos Sete, temporariamente.
UA/drones serão controlados por rádio, então deve-se seguir exatamente o Japan Radio Act.
Voar UA/drones sobre alguns parques, costas e portos, incluindo Tottori Sand Dunes, é restringido pelas leis de algumas prefeituras do Japão. Como muitos outros países, é uma espécie de transgressão voar UA/drones dentro de casa, perto das residências, ou perto do solo ao redor sem a permissão de uma pessoa com direitos legítimos.

### Reino Unido
Em agosto de 2012, a Autoridade de Aviação Civil do Reino Unido (CAA) declarou que exigiria drones não militares maiores que 20 kg para poder detectar automaticamente outras aeronaves e dirigir para evitá-las.
A partir de 2013, as regras da CAA são que aeronaves UAV com menos de 20 kg de peso devem estar em contato visual direto com o piloto, não podem voar a menos de 150 metros de uma área congestionada ou a 50 metros de uma pessoa ou veículo e não podem ser usadas para atividade comercial.
Em julho de 2018, as regras da CAA foram atualizadas para tornar ilegal voar acima de 400 ft (120 m) e tornar contra a lei pilotar seu drone dentro 1 km (0.62 mi) de um limite de aeroporto ou aeródromo.
Em 20 de fevereiro de 2019, o Departamento de Transportes anunciou uma nova legislação para estender a zona de exclusão aérea em torno dos aeroportos, proibindo drones de voar dentro 5 km (3.1 mi) de pistas.
Os proprietários de drones e aeromodelos são obrigados a registrar seu drone e obter um 'ID de operador' e 'ID de passageiro', todos os quais podem ser obtidos fazendo e passando por um teste teórico on-line fornecido pela CAA. Crianças e adolescentes menores de 18 anos não estão autorizados a registrar um VANT, nem portar Identidade de Operador, mas podem receber um Flyer ID de um VANT de propriedade de seus pais ou responsável legal, passando no mesmo teste teórico. Os IDs de Operador devem ser renovados a cada ano, enquanto os IDs de Flyer duram três anos. Uma vez que um drone ou aeromodelo é registrado e seu operador passa no teste teórico, o ID do operador do proprietário deve ser exibido quando em operação.

### Estados Unidos
A Administração Federal de Aviação dos EUA adotou o nome de aeronave não tripulada (UA) para descrever sistemas de aeronaves sem tripulação de voo a bordo. Para operar um UA para fins não recreativos nos Estados Unidos, de acordo com a FAA os usuários devem obter um Certificado de Autorização para operar no espaço aéreo nacional. A FAA pode permitir o uso de UAs para fins comerciais ou de negócios em resposta a solicitações de isenção individuais.
Nos Estados Unidos, o Congresso aprovou um projeto de lei em 2012 que obrigava a FAA a criar um plano para permitir a entrada de UAS no espaço aéreo comercial. Posteriormente, a FAA emitiu “a Integração de Sistemas Civis de Aeronaves Não Tripuladas (UAS) no Roteiro do Sistema Nacional de Espaço Aéreo (NAS)”.
A partir de 2014, a obtenção de um certificado de aeronavegabilidade experimental para um determinado UAS é a única maneira de os operadores civis de aeronaves não tripuladas acessarem o Sistema Nacional de Espaço Aéreo dos Estados Unidos. A Ordem FAA 8130.34, Certificação de Aeronavegabilidade de Sistemas de Aeronaves Não Tripuladas, estabelece procedimentos para emissão desta certificação e, como tal, estabelece padrões de orientação para aspectos de certificação de desenvolvimento e operação, que podem ser abordados pela adoção de padrões como ARP4754A e DO-178C.
O roteiro da FAA é, em essência, o amadurecimento da aceitação de UAVs desta certificação de aeronave “experimental” para exigir a mesma certificação de tipo de aeronavegabilidade padrão de projeto de fabricação que agora é exigida de aeronaves tripuladas convencionais.
Em dezembro de 2015, a FAA anunciou que todos os UAVs com peso superior a 250 gramas voados para qualquer finalidade devem ser registrados na FAA. A Regra Interina da FAA pode ser acessada aqui. Este regulamento entra em vigor em 21 de dezembro de 2015 e exige que os UAVs do tipo hobby entre 250 gramas e 55 libras sejam registrados até 19 de fevereiro de 2016. O portal de registro de drones da FAA pode ser acessado aqui.
Os requisitos notáveis do novo processo de registro de UAV da FAA incluem:
- A partir de 21 de dezembro de 2015, se o UAV nunca tiver sido operado no espaço aéreo dos EUA (ou seja, seu primeiro voo fora), os proprietários qualificados devem registrar seus UAVs antes do voo. Se o UAV operava anteriormente no espaço aéreo dos EUA, ele deve ser registrado até 19 de fevereiro de 2016.
- Para usar o portal de registro, você deve ter 13 anos de idade ou mais. Se o proprietário tiver menos de 13 anos, um dos pais ou outro responsável deve fazer o registro da FAA.
- Cada registrante receberá um certificado de registro de aeronave e um número de registro e todos os UAVs devem ser marcados com o número de registro emitido pela FAA.[25]
- O registro da FAA exige uma taxa de US$ 5, embora a FAA esteja isentando a taxa pelos primeiros 30 dias do novo período de registro - até 20 de janeiro de 2016. O registro é válido por 3 anos, mas pode ser renovado por mais 3 anos ao preço de $5.[26]

A nova regra da FAA prevê que um único registro se aplica a tantos UAVs quanto um proprietário/operador possui ou opera. O não registro pode resultar em penalidades civis de até US$ 27.500 e penalidades criminais que podem incluir multas de até US$ 250.000 e/ou prisão por até três anos.
Para mostrar problemas com o processo da FAA, em agosto de 2015, um advogado conseguiu a aprovação da FAA para um drone comercial que na verdade era um brinquedo de avião de papel movido a bateria. Seu alcance controlável é de 120 pés (37 metros) e o tempo máximo de voo é de 10 minutos. É muito fraco para carregar uma câmera. O registro de dezembro de 2015 exclui especificamente aviões de papel, frisbees e outros objetos voadores que não são verdadeiros UAVs.
Além da certificação da FAA, a regulamentação do uso de sistemas de UA pelas autoridades governamentais dos Estados Unidos para fins de aplicação da lei é determinada em nível estadual.
Em 2021, a FAA publicou oficialmente e colocou em vigor os regulamentos de identificação remota, exigindo oficialmente que todos os drones acima de 250g em massa e todos os drones voados para fins comerciais tenham uma placa digital que, em tempo real, transmita publicamente a localização de ambos os drones. e o operador (na maioria dos casos). No primeiro semestre de 2021, RaceDayQuads v. FAA foi arquivada, desafiando a lei no Tribunal Federal dos EUA, com o fundador da RaceDayQuads alegando principalmente que a lei permite a invasão de privacidade aos operadores de drones, os abre para o lucro de suas atividades por empresas de segurança e aumentaria o assédio dos operadores de UAV.